# Philippodamias
Philippodamias là một chi bướm đêm thuộc họ Noctuidae.

## Loài
- Philippodamias jocelyna Clench, 1958